# Budarupa

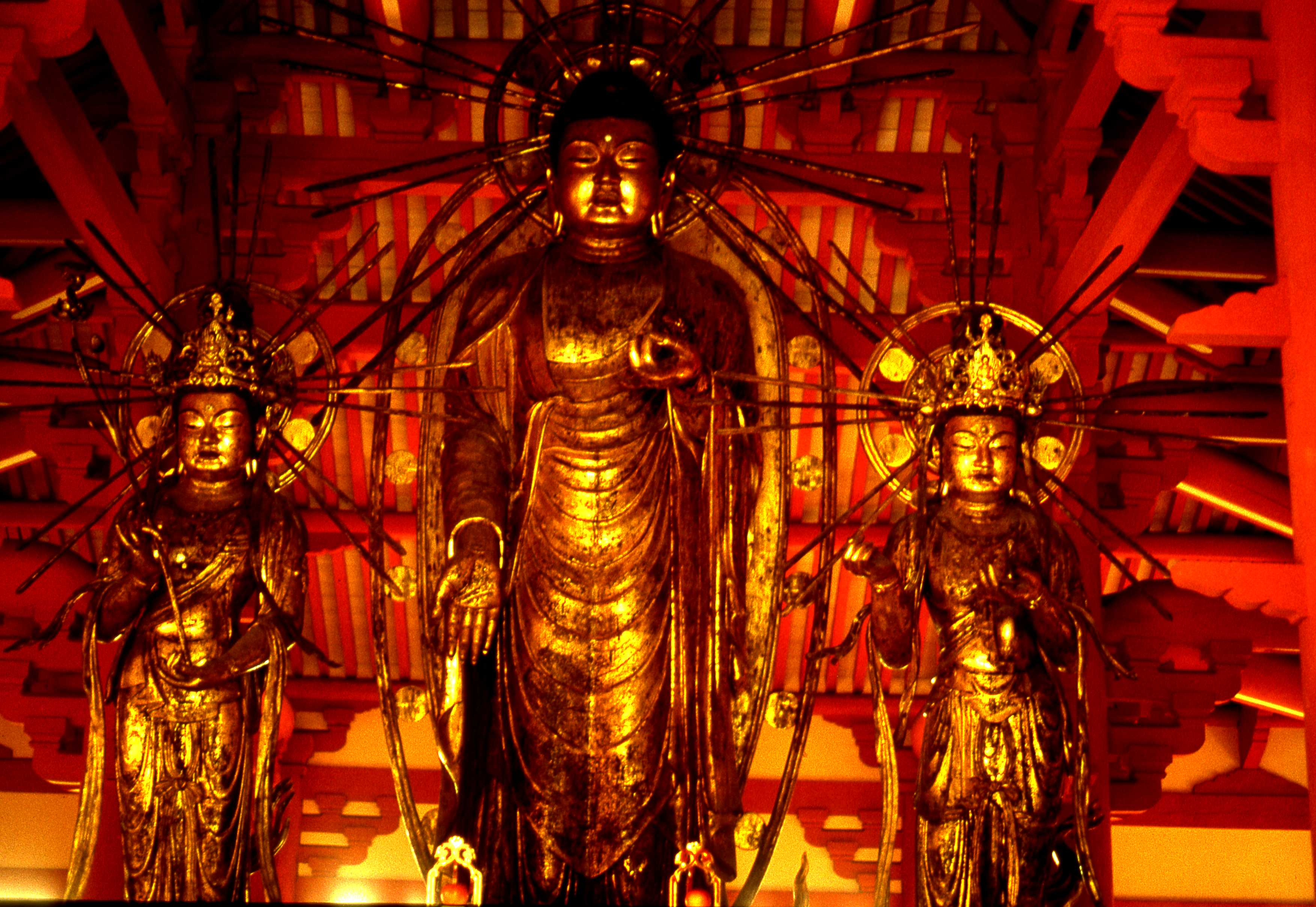
Jodoji Ono, Hyōgo Japan

Budarūpa (बुद्धरूप, literalmente, "Forma del iluminado") es el término en sánscrito y pali utilizado en el budismo para estatuas de Gautama Buda.

## Aspectos Comunes

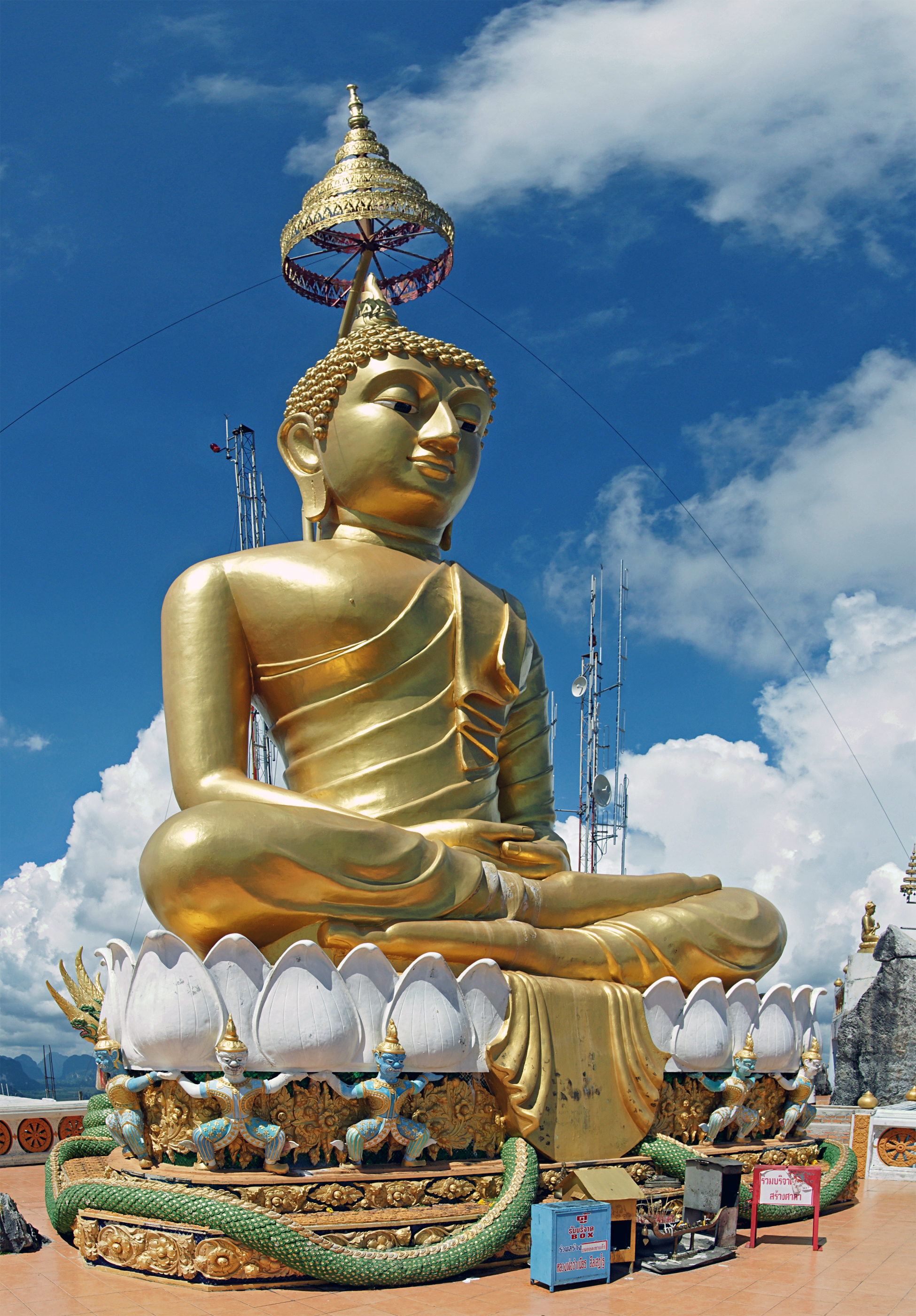
Estatua de Buda en el Templo de la Cueva del Tigre (Wat Tham Sua) en Krabi, Tailandia.

A pesar de las diferencias culturales y regionales en las interpretaciones de los textos sobre la vida de Gautama Buda, hay algunos aspectos generales que se le atribuyen a una Budarupa:
- Los dedos de las manos y pies son proporcionalmente alargados
- Una nariz larga y aguileña
- Lóbulos de las orejas alargados
- Una protuberancia en la cabeza
- Hombros anchos

Los lóbulos de las orejas alargados son vestigios de su vida como príncipe, cuando utilizaba joyas extravagantes. La protuberancia en la cabeza, simboliza la conexión entre mente y cuerpo de un Buda o Bodisatva.

## Variedades Regionales
Las representaciones del Buda varían ampliamente entre las diferentes culturas y van desde un ascético enflaquecido, hasta un vagabundo sonriente con un vientre grande.

### Proporciones
Las Budarupas de la India, Tíbet y otras culturas budistas suelen representar una figura con proporciones adecuadas, pero a veces se le representa macilento, condición en la que se encontró por varios años durante sus prácticas ascéticas. Las Budarupas japonesas suelen tener proporciones de aspecto rectangular y manifestar una actitud imperturbable, mientras que las pertenecientes a la India o a países del este de Asia suelen ser figuras más delgadas.

### Posturas, gestos y artefactos
Las imágenes de Buda suelen mostrarlo reclinándose en la forma en la que alcanzó el nirvana final. Otras veces se encuentra sosteniendo varios objetos simbólicos como tazones de mendigar, y haciendo mudras o gestos simbólicos.
Su vestimenta también varía: en China y Japón, las Budarupas suelen tener una túnica de mangas largas, mientras que en la India suelen dejar un hombro al descubierto.